# Parc Sant-Vincens
Le parc Sant-Vincens est un parc situé dans la ville de Perpignan dans les Pyrénées-Orientales.

## Situation
Le parc se situe près du quartier Saint-Gaudérique à Sant-Vincens, à l'est de la ville.

## Histoire
Le parc Sant-Vicens est un parc de 10 hectares créé en 2009 pour pouvoir partiellement se transformer en bassin de rétention en cas d’inondations. 
D'importants travaux ont eu lieu en 2007 et 2010 pour l'agrandir de 4 hectares, en 2019, faisant de lui le plus grand parc de Perpignan.

## Description
Il contient essentiellement des essences méditerranéennes, mais comporte aussi une prairie et un bassin peuplé de canards et de ragondins. 
Le «jardin des feuillages», présentant plus de 100 variétés, est une garrigue plantée de cistes.